# Victor Fontan
Pour les articles homonymes, voir Fontan.
Victor Fontan, né le 18 juin 1892 à Pau et mort le 2 janvier 1982 à Pessac, est un coureur cycliste français. 

## Biographie
Victor Fontan naît à Pau, au pied des Pyrénées, en 1892 avant que sa famille ne déménage tout près à Nay, la commune qui sera indissociable du champion cycliste. Celui-ci eut une longue carrière de coureur régional avant de venir sur le tard sur le Tour de France. Dès 1910, Victor Fontan montre ses capacités sportives. Démobilisé après la Grande Guerre en 1920, il devient le plus grand coureur régional du Sud-Ouest de la France, accumulant les victoires. Devenu professionnel chez Automoto, il se montre peu enclin à quitter son foyer natal : sa participation au Tour de France 1924, en tant que coureur isolé, est fugace.
Il faut attendre l'été 1927 pour que Fontan révèle à la presse sportive sa classe internationale : il survole le Tour du Pays basque devant les meilleurs coureurs du moment tels que André Leducq et Nicolas Frantz, double vainqueur du Tour de France.
L'année suivante, à 36 ans, Fontan participe au Tour de France au sein de son équipe régionale Elvish : il gagne sur ses terres l'étape-reine Bayonne-Luchon et termine en septième position. Mais il n'aura jamais pu concourir à la victoire finale à cause de la formule de course des étapes de plaine, qui favorisait outrageusement les grosses formations de marque. En 1929, avec le retour de la course en ligne, il aborde le Tour en tant que favori. C'est à nouveau sur son terrain de montagnard qu'il fait la différence : il termine deuxième, derrière son équipier Cardona, de l'étape Bayonne-Luchon et endosse le maillot jaune. Mais le drame survient lors de l'étape suivante, Luchon-Perpignan. Fontan casse son vélo et, comme le règlement de l'époque l'y oblige, doit réparer tout seul. Distancé par tous ses rivaux, il abandonne la mort dans l'âme. Cet évènement retentissant est le dernier de l'époque héroïque du Tour de France qui passe, en 1930, à un règlement plus rationnel et à la formule des équipes nationales. Victor Fontan se retire en 1930 après un ultime abandon sur la « grande boucle ». 
Il se reconvertira avec une affaire de transport de voyageurs. L'un de ses enfants, Francis Fontan est devenu un éminent pionnier de la chirurgie cardiaque de l'enfant.
Victor Fontan est le plus grand coureur français de la fin des années 1920[réf. nécessaire] ; il fait la liaison entre la génération des frères Pélissier et celle dorée des années 1930 avec André Leducq, Antonin Magne. Il meurt à Pessac en 1982, deux ans après un passage du Tour de France à Nay pour rendre hommage au champion oublié.

## Palmarès
| - 1913 - Tarbes-Auch-Tarbes - Circuit Pyrénéen - Toulouse-Périgueux-Bordeaux - Toulouse-Agen-Périgueux-Bordeaux - 1914 - Grand Prix des Pyrénées - Bordeaux-Cognac - 3e du Circuit du Midi - 1919 - 3e du Circuit du Sud-Ouest - 1920 - 3e de Poitiers-Saumur-Poitiers - 1921 - Circuit du Sud-Ouest Pyrénéen - 3e du Circuit du Marensin - 1923 - Tour de Corrèze - Tour du Sud-Ouest - Classement général - 5e, 6e, 7e et 8e étape - Tour du Guipuscoa - 1924 - 2e, 6e et 7e étape du Tour du Sud-Ouest - 2e du Tour du Sud-Ouest - 3e du Circuit du Midi - 4e du Tour du Pays basque - 1925 - 3e étape du Tour du Sud-Ouest - 2e du Tour du Guipuscoa - 3e du Tour du Sud-Ouest | - 1926 - Bordeaux-Angoulême - Bordeaux-La Rochelle - Tour de Catalogne : - Classement général - 2e, 4e et 5e étapes - 2e du Circuit du Midi - 3e du Tour du Pays basque - 1927 - Circuit du Midi - Circuit du Béarn : - Classement général - 1re et 2e étapes - Tour de Catalogne : - Classement général - 3e et 8e étapes - Tour du Pays basque : - Classement général - 3e étape - Tour d'Estella - 1928 - 7e et 9e étapes du Tour de France - 4e du Tour d'Italie - 7e du Tour de France - 1929 - 6e de Paris-Roubaix - 7e du Tour du Pays basque - 7e de Paris-Tours - 1930 - Tour de Corrèze - 3e de la Course de côte du mont Faron - 3e du GP Wolber |  |

## Résultats sur les grands tours

### Tour de France
4 participations
- 1924 : abandon (5e étape)
- 1928 : 7e, vainqueur des 7e et 9e étapes
- 1929 : abandon (10e étape),  maillot jaune pendant 2 jours
- 1930 : abandon (9e étape)

### Tour d'Italie
1 participation 
- 1928 : 4e